# 独立性テーゼ
独立性テーゼ（どくりつせいテーゼ）とは、科学哲学の世界において、「人間の認識活動とは独立して、世界の存在や秩序があるはずだ」という主張のこと。2005年、戸田山和久が様々な形而上学的な立場を分類するための基準として導入した言葉。

## 独立性テーゼを基準にした分類
独立性テーゼを認めるかどうか、を基準にして、様々な存在論上の立場を分類することができる。以下に戸田山によるそうした分類を示す（『科学哲学の冒険』150P）。
独立性テーゼを認める立場として科学的実在論と反実在論があげられており、逆に独立性テーゼを否定する立場、すなわち人間の認識活動と独立して世界の存在や秩序があることを認めない立場として、観念論と社会構成主義があげられている。例えば観念論のもっとも極端な形である独我論においては、「世界は私が見ている夢のようなものであり、私が認識していなければ世界は存在しない」とまで主張されることもある。
|                |          | 知識テーゼを                   |                                                 |
| 認める         | 認めない |                                |                                                 |
| 独立性テーゼを | 認める   | 科学的実在論                   | 反実在論 （操作主義、道具主義、構成的経験主義） |
| 独立性テーゼを | 認めない | 観念論 （独我論） 社会構成主義 |                                                 |

ちなみに戸田山はもうひとつの分類基準として知識テーゼという言葉を導入しており、これを認めるかどうかで、また立場が分かれる。知識テーゼとは「世界の存在と秩序を、私達は科学の営みをとおして正しく知ることができるはずだ」という主張のこと。